# Ундекартутьбарий
Ундекартутьбарий — бинарное неорганическое соединение
бария и ртути
с формулой BaHg11,
кристаллы.

## Получение
- Сплавление стехиометрических количеств чистых веществ:

{\displaystyle {\mathsf {Ba+11Hg\ {\xrightarrow {255^{o}C}}\ BaHg_{11}}}}

## Физические свойства
Ундекартутьбарий образует кристаллы
кубической сингонии, 
пространственная группа P m3m, 
параметры ячейки a = 0,95871 нм, Z = 3
.
Структура кристаллов является типичной для соединений аналогичного состава .
Соединение образуется по перитектической реакции при температуре 255 °C .